# Psych Onation
Psych Onation war eine schwedische Rockband.

## Werdegang
Nach der Auflösung von Lambretta gründeten Marcus Nowak und Petter Lantz mit der Sängerin Vilaivon Hagman und dem Gitarristen Jonas Sjöholm die Band Psych Onation. Das gesetzte Ziel war eine härtere Musik als mit Lambretta, dementsprechend sind die neuen Stücke, wenngleich größtenteils noch immer radiotauglich, deutlicher an Nu- und Thrash Metal orientiert. Ihr Debütalbum Symphony Of Death erschien 2006 bei TMC Nordic. 
Diese Band löste sich im August 2010 wiederum auf und Petter Lantz gründete, mit seinem ehemaligen Lambretta Kollegen Klas Edmundsson die Rockband Maniquin.

## Diskografie

### Alben
- 2006: Symphony Of Death (TMC Nordic)

### Singles
- 2006: Mr. President
- 2006: Livin' Dead